# Брахам
Бра́хам (англ. Braham) — город в округах Исанти и Канейбек штата Миннесота, США. Согласно переписи 2010 года, в Брахаме проживают 1793 человека. Город был признан столицей домашних пирогов Миннесоты.

## География
На площади 4,20 км² (4,17 км² — суша, 0,03 км² — водоёмы). Город был выделен из тауншипа Станчфилд.

## История
Почтовый офис в Брахаме открылся в 1891 году. Населённый пункт был основан в 1899 году. Город на железной дороге в тауншипе Станчфилд был назван Брахам служащими железнодорожной компании. Первая церковь была построена в 1899 году.

## Население
По данным переписи 2010 года население Брахама составляло 1793 человека (из них 46,3 % мужчин и 53,7 % женщин), было 708 домашних хозяйства и 457 семей. Расовый состав: белые — 96,7 %, афроамериканцы — 0,5 %, коренные американцы — 0,2 %, азиаты — 0,4 и представители двух и более рас — 2,1 %.
Из 708 домашних хозяйств 41,9 % представляли собой совместно проживающие супружеские пары (19,5 % с детьми младше 18 лет), в 16,0 % домохозяйств женщины проживали без мужей, в 6,6 % домохозяйств мужчины проживали без жён, 35,5 % не имели семьи. В среднем домашнее хозяйство вели 2,52 человека, а средний размер семьи — 3,09 человека. В одиночестве проживали 35,5 % населения, 15,1 % составляли одинокие пожилые люди (старше 65 лет).
Население города по возрастному диапазону распределилось следующим образом: 30,5 % — жители младше 18 лет, 56,7 % — от 18 до 65 лет и 12,8 % — в возрасте 65 лет и старше. Средний возраст населения — 30,5 года. На каждые 100 женщин приходилось 86,4 мужчины, при этом на 100 совершеннолетних женщин приходилось уже 83,9 мужчин сопоставимого возраста.
В 2014 году из 1310 трудоспособных жителей старше 16 лет имели работу 738 человек. При этом мужчины имели медианный доход в 46 771 доллар США в год против 36 406 долларов среднегодового дохода у женщин. В 2014 году медианный доход на семью оценивался в 47 083 $, на домашнее хозяйство — в 42 868 $. Доход на душу населения — 18 105 $. 21,4 % от всего числа семей и 23,6 % от всей численности населения находилось на момент переписи за чертой бедности.
Динамика численности населения:
|  |